# Luis Moreno
Pour les articles homonymes, voir Moreno.
Luis « Lucho » Moreno (né le 19 mars 1981 à Panama, en république du Panama) est un joueur international de football panaméen.

## Biographie

### Carrière de club
Natif de Panama, Moreno commence sa carrière de footballeur dans le club local du Deportivo Italia. Il signe dans le club professionnel du Tauro FC en 2001. Il a une brève période du côté du club colombien de l'Envigado Fútbol Club en 2005 et 2006, avant de retourner au Tauro. Le club péruvien de l'Universitario de Deportes veut le faire signer en 2006, mais Moreno reste finalement au Tauro.
En janvier 2007, Moreno retourne dans le championnat colombien, rejoignant l'Independiente Santa Fe. Il finit son contrat avec le club en mai 2007, après un incident disciplinaire. Il retourne alors au Tauro, puis signe juste après pour une courte période dans le club de Primera División A mexicaine des Tiburones Rojos de Coatzacoalcos.

### Carrière internationale
Moreno fait ses débuts pour l'équipe du Panama de football en 2001. Il fait partie de l'effectif en tant que joueur clé, participant aux éditions 2005, 2007 et 2009 de la Gold Cup (CONCACAF),,.

### Incident de la chouette
Durant un match de D1 colombienne en février 2011 entre le Junior Barranquilla (dont la mascotte officielle est la chouette) et le Deportivo Pereira, une chouette qui se trouve sur le terrain est percutée par une passe. Restant sur le terrain près de la ligne de touche car sonnée, Moreno, de l'équipe opposée, lui donne un coup de pied pour la faire sortir. Peu de temps après lors d'une interview, il déclare pour sa défense qu'il voulait juste la faire voler,, avant de déclarer un peu plus tard : « Le coup de pied est le résultat de la tension qui régnait sur le terrain ». La chouette est rapidement soignée dans une clinique vétérinaire locale, mais décède peu de temps après l'incident. Moreno reçoit alors une suspension de deux matchs ainsi qu'une amende de 560 $ de la part de la fédération colombienne. Il est ensuite victime d'insultes et de menaces (le Deportivo Pereira le considérant comme une provocation, la chouette étant en effet leur mascotte).